# 海が見たいと君が言って
海が見たいと君が言って（うみがみたいときみがいって）は、フジテレビ系列で1994年9月24日21:00 - 22:24に放送された単発のテレビドラマ。脚本の坂元裕二による書き下ろし作品。

## 概要
野々村英二は、加山雄三に憧れる千葉の片田舎に住む自称湘南ボーイ。ある日、英二はクマの着ぐるみを着た少女に道を聞かれて恋に落ちそうになる。その少女は、英二のお隣の澤木さんちに花束を配達に来ていた朝倉籐子。そんな英二は、実は東京で大学に通っている幼馴染の葉村水穂と付き合っていた。毎年八月一日、十三時四十八分の電車で帰ってくるはずの水穂が、十五分遅れて帰ってきたことから歯車が狂い始める。
純愛ものとはひと味ちがった、展開が爽やかなラブ・ストーリー。千葉の内房にある那古船形周辺でロケが行なわれた、ラフェール・ルイ・トリオをはじめとした楽曲で飾られたシーンも魅力的なドラマ。
本作のメインキャストを務めた坂井真紀は2020年に「このドラマが大好きと言って熱く語ってくださる方に今でも会うのです。必ず熱く語ってくれるのです」と話している。

## キャスト
- 野々村英二：萩原聖人
- 朝倉籐子：坂井真紀
- 葉村水穂：戸田菜穂
- 野々村奈美：菅野美穂
- 澤木祐介：豊川悦司（声のみ）
- 井原：榊原利彦
- 新本：岡安泰樹
- 倉橋：秋田宗好
- 学生：神戸浩

## スタッフ
- 脚本：坂元裕二
- プロデュース：清野豊、長尾美恵子
- 演出：石坂理江子（演出補：水田成英）（演出助手：武内英樹）
- 制作：（制作担当：中川和則）（制作主任：由利芳伸）

## 使用された楽曲
- L'Affaire Louis' Trio

「VERS DES JOURS MEILLEURS」
「POUR LA NUIT」
「LE RETOUR DE L'AGE D'OR」
「BOIS TON CAFE, IL EST TARD」
- The Velvet Underground

「PALE BLUE EYES」
- The Pearly Gatecrashers

「MOBILE GIRL」

## 関連書籍
- 「月刊ドラマ」1994年10月号 シナリオ掲載